# Seu dels Jutjats (Vic)
La Seu dels Jutjats és una obra racionalista de Vic (Osona) inclosa a l'Inventari del Patrimoni Arquitectònic de Catalunya.

## Descripció
Edifici d'estructura metàl·lica que permet distribucions diferents de cadascuna de les plantes. La planta baixa és un espai lliure cobert que afavoreix I 'entrada independent al Col·legi d'Advocats, inclòs al mateix edifici. Les obertures de les diverses plantes responen estrictament als requeriments dels espais interiors. L'edifici es presenta com un volum cúbic que completa la cantonada entre dos carrers de l'eixample de Vic, separat de les edificacions veïnes i estructurat com una sèrie de safates preparades per assimilar la diversitat del programa. Destaca el mecanisme formal i volumètric que s'empra per vincular l'edifici a les edificacions de l'Eixample i separar el volum principal per ampliar l'espai de vorera i configurar-se formalment en un volum cúbic. A causa de la complexitat del programa i per a obtenir una major flexibilitat en la distribució de les diferents plantes, va ser projectat amb la base d'una estructura general metàl·lica al voltant d'un nucli compacte de formigó vertical, que unia les comunicacions de les cinc plantes i el soterrani. El programa consta de sis punts principals: el Tribunal de primera instància, la cort Municipal, els habitatges de la jutge i el procurador (emplaçats a la tercera i quarta planta), el col·legi d'advocats, el dipòsit de detinguts i la sala de reconeixement forense. Al soterrani de la planta i hi ha els arxius, calefacció, magatzems i maquinària. Cada planta té una funció molt concreta i definida que es reflecteix en les obertures. El revestiment de la façana ha estat resolt amb un estuc petri especial de color beix, mentre que la fusteria original havia estat pintada marró fosc.